# População fantasma
Uma população fantasma é uma população cuja existência foi inferida por meio de técnicas estatísticas. 

## Estudos populacionais
Em 2004, foi proposto que abordagens de máxima verossimilhança ou abordagens bayesianas que estimam as taxas de migração e tamanhos de população usando a teoria coalescente podem usar conjuntos de dados que contêm uma população que não tem dados. Isso é conhecido como "população fantasma". A manipulação permite explorar os efeitos de populações ausentes na estimativa de tamanhos populacionais e taxas de migração entre duas populações específicas. Os vieses dos parâmetros populacionais inferidos dependem da magnitude da taxa de migração das populações desconhecidas. A técnica para derivar populações fantasmas atraiu críticas porque as populações fantasmas eram o resultado de modelos estatísticos, junto com suas limitações.

## Genética populacional
Em 2012, análises de DNA e técnicas estatísticas foram usadas para inferir que uma população humana agora extinta no norte da Eurásia cruzou com ancestrais europeus e com um grupo siberiano que mais tarde migrou para as Américas. O grupo foi referido como uma população fantasma porque foi identificado pelos ecos que deixaram nos genomas - não por ossos ou DNA antigo.  Em 2013, outro estudo encontrou os restos mortais de um membro desse grupo fantasma, cumprindo a previsão anterior de que eles existiam.  
Xu et al. (2017) analisaram a evolução da proteína Mucina 7 na saliva de humanos modernos e encontraram evidências de que uma população fantasma não identificada de humanos africanos arcaicos pode ter contribuído com DNA, com um tempo de coalescência estimado para o DNA humano moderno de cerca de 4,5 milhões de anos AP, no pool genético dos africanos modernos (por exemplo Povo afro-americano, afro-caribenho, esan, gambiano, luhya, mende e ioruba).
Em 2015, um estudo da linhagem e da migração inicial do porco doméstico (Sus scrofa domesticus) descobriu que o melhor modelo que se ajustava aos dados incluía o fluxo gênico de uma população fantasma durante o Pleistoceno, que agora está extinta.